# Oeuvre van Béla Bartók
Dit artikel bevat lijsten van de composities van Béla Bartók, gerangschikt op achtereenvolgens jaar van compositie, bezetting en BB-nummer. Verschillende auteurs maakten een catalogus van Bartóks werken. De eerste en meest gebruikte indeling van Bartóks composities werd gemaakt door András Szőllősy. Dit is een chronologische indeling van 1 tot 121 voorzien van de afkorting Sz. Denijs Dille voorzag het werk van Bartók met een thematische indeling met nummering DD van 1 tot 77. De recentste catalogisering is van de hand van László Somfai en is eveneens chronologisch van aard. De werken zijn voorzien van een BB-nummering van 1 tot 129 met correcties gebaseerd op de Béla Bartók Thematic Catalogue.

## Lijst met vier catalogusnummeringen, jaar van compositie en bezetting
Deze lijst is de complete lijst van composities van Béla Bartók. De catalogusnummering van zowel András Szőllősy (Sz.), László Somfai (BB.) en Denijs Dille (DD.) zijn opgenomen, evenals jaar van compositie en instrumentatie (inclusief zang).
| Titel                                                   | Sz.    | BB   | DD     | opus         | jaar                          | bezetting                                   |
| ------------------------------------------------------- | ------ | ---- | ------ | ------------ | ----------------------------- | ------------------------------------------- |
| Walczer                                                 | 1      | 1    | 1      | 1 (lijst 1)  | 1890                          | piano                                       |
| Veranderend stuk (Változó darab)                        |        | 1    | 2      | 2 (lijst 1)  | 1890                          | piano                                       |
| Mazurka                                                 | 2      | 1    | 3      | 3 (lijst 1)  | 1890                          | piano                                       |
| Boedapest Atletiekwedstrijd                             |        | 1    | 4      | 4 (lijst 1)  | 1890                          | piano                                       |
| Sonatine nr. 1                                          |        | 1    | 5      | 5 (lijst 1)  | 1890                          | piano                                       |
| Stuk uit Walachije (Oláh darab)                         |        | 1    | 6      | 6 (lijst 1)  | 1890                          | piano                                       |
| Snelle polka (Gyorspolka)                               |        | 1    | 7      | 7 (lijst 1)  | 1891                          | piano                                       |
| Béla-polka                                              |        | 1    | 8      | 8 (lijst 1)  | 1891                          | piano                                       |
| Katinka-polka                                           |        | 1    | 9      | 9 (lijst 1)  | 1891                          | piano                                       |
| Lentestemmen (Tavaszi hangok)                           |        | 1    | 10     | 10 (lijst 1) | 1891                          | piano                                       |
| Jolán-polka                                             |        | 1    | 11     | 11 (lijst 1) | 1891                          | piano                                       |
| Gabi-polka                                              |        | 1    | 12     | 12 (lijst 1) | 1891                          | piano                                       |
| Vergeet-me-niet (Nefelejts)                             |        | 1    | 13     | 13 (lijst 1) | 1891                          | piano                                       |
| Ländler nr. 1                                           |        | 1    | 14     | 14 (lijst 1) | 1891                          | piano                                       |
| Irma-polka                                              |        | 1    | 15     | 15 (lijst 1) | 1891                          | piano                                       |
| Radegund-echo (Radegundi visszhang)                     |        | 1    | 16     | 16 (lijst 1) | 1891                          | piano                                       |
| Mars (Induló)                                           |        | 1    | 17     | 17 (lijst 1) | 1891                          | piano                                       |
| Ländler nr. 2                                           |        | 1    | 18     | 18 (lijst 1) | 1891                          | piano                                       |
| Circus-polka (Cirkusz polka)                            |        | 1    | 19     | 19 (lijst 1) | 1891                          | piano                                       |
| De loop van de Donau (A Duna folyása)                   | 4      | 1    | 20     | 20 (lijst 1) | 1891                          | piano                                       |
| De loop van de Donau (A Duna folyása)                   | 4      | 1    | 20b    | 20 (lijst 1) | 1894                          | viool en piano                              |
| Sonatine nr. 2                                          |        | 1    | 21     | 21 (lijst 1) | 1891?                         | piano                                       |
| Ländler nr. 3 *                                         |        | 1    | 22     | 22 (lijst 1) | 1892                          | piano                                       |
| Lentelied                                               |        | 1    | 23     | 23 (lijst 1) | 1892                          | piano                                       |
| Stuk uit Szőllős (Szőllősi darab) *                     |        | 1    | 24     | 24 (lijst 1) | 1892                          | piano                                       |
| Margit-polka                                            |        | 1    | 25     | 25 (lijst 1) | 1893                          | piano                                       |
| Ilona-mazurka                                           |        | 1    | 26     | 26 (lijst 1) | 1893                          | piano                                       |
| Loli-mazurka                                            |        | 1    | 27     | 27 (lijst 1) | 1893                          | piano                                       |
| Lajos-wals (Lajos valczer)                              |        | 1    | 28     | 28 (lijst 1) | 1893                          | piano                                       |
| Elza-polka                                              |        |      | 29     | 29 (lijst 1) | 1894                          | piano                                       |
| Andante con variazioni                                  |        | 1    | 30     | 30 (lijst 1) | 1894                          | piano                                       |
| X.Y. *                                                  |        | 1    | 31     | 31 (lijst 1) | 1894                          | piano                                       |
| Sonate nr. 1 in g mineur                                |        | 2    | 32     | 1 (lijst 2)  | 1894                          | piano                                       |
| Scherzo in g mineur                                     |        |      | 33     |              | 1894                          | piano                                       |
| Fantasie in e mineur                                    |        | 3    | 34     | 2 (lijst 2)  | 1895                          | piano                                       |
| Sonate nr. 2 in F majeur                                |        | 4    | 35     | 3 (lijst 2)  | 1895                          | piano                                       |
| Capriccio in b mineur                                   |        | 5    | 36     | 4 (lijst 2)  | 1895                          | piano                                       |
| Sonate in c mineur                                      |        | 6    | 37     | 5 (lijst 2)  | 1895                          | viool en piano                              |
| Sonate nr. 3 in C majeur *                              |        | 7    | 38     | 6 (lijst 2)  | 1895                          | piano                                       |
| Stukken *                                               |        | 7    | 39     | 7 (lijst 2)  | 1895                          | viool                                       |
| Fantasie *                                              |        | 7    | 40     | 8 (lijst 2)  | 1894                          | viool                                       |
| Fantasie *                                              |        | 7    | 41     | 9 (lijst 2)  | 1895                          | viool                                       |
| Strijkkwartet nr. 1 in B majeur *                       |        | 7    | 42     | 10 (lijst 2) | 1896                          | strijkkwartet                               |
| Strijkkwartet nr. 2 in c mineur *                       |        | 7    | 43     | 11 (lijst 2) | 1896                          | strijkkwartet                               |
| Andante, scherzo en finale *                            |        | 7    | 44     | 12 (lijst 2) | 1897                          | piano                                       |
| Drie stukken                                            |        | 8    | 45     | 13 (lijst 2) | 1897                          | piano                                       |
| Pianokwintet in C majeur *                              |        | 9    | 46     | 14 (lijst 2) | 1897                          | pianokwintet                                |
| Twee stukken *                                          |        | 9    | 47     | 15 (lijst 2) | 1897                          | piano                                       |
| Grote fantasie *                                        |        | 9    | 48     | 16 (lijst 2) | 1897                          | piano                                       |
| Sonate in A majeur *                                    |        | 10   | 49     | 17 (lijst 2) | 1897                          | viool en piano                              |
| Scherzo of Fantasie                                     | 8      | 11   | 50     | 18 (lijst 2) | 1897                          | piano                                       |
| Sonate op. 1                                            |        | 12   | 51     | 19 (lijst 2) | 1898                          | piano                                       |
| Pianokwartet in c mineur                                | 9      | 13   | 52     | 20 (lijst 2) | 1898                          | pianokwartet                                |
| Drie pianostukken (fantasieën)                          | 6      | 14   | 53     | 21 (lijst 2) | 1898                          | piano                                       |
| Drie liederen                                           | 10     | 15   | 54     |              | 1898                          | zangstem en piano                           |
| Scherzo in b mineur                                     |        | 16   | 55     |              | 1898                          | piano                                       |
| Strijkkwartet in F majeur                               |        | 17   | 56     |              | 1898                          | strijkkwartet                               |
| Pianokwintetfragmenten                                  |        | 19   | B10 12 |              | 1899                          | pianokwintet                                |
| Tiefblaue Veilchen                                      |        | 18   | 57     |              | 1899                          | sopraan met orkest                          |
| Scherzo in sonatevorm                                   |        | 19   | 58     |              | 1899-1900                     | strijkkwartet                               |
| Scherzo in bes mineur                                   |        | 19   | 59     |              | 1900?                         | piano                                       |
| Zes dansen                                              | 54     | 19   | 60     |              | 1900                          | piano                                       |
| Wals                                                    |        |      | 60b    |              | 1900                          | orkest                                      |
| Liebeslieder                                            | 13     | 20   | 62     |              | 1899                          | zangstem en piano                           |
| Scherzo in bes mineur                                   |        | 21   | 63     |              | 1900                          | piano                                       |
| Variaties op een thema van F.F.                         |        | 22   | 64     |              | 1900-1901                     | piano                                       |
| Scherzo                                                 | 17     | 25   | 65     |              | 1901                          | orkest                                      |
| Tempo di minuetto                                       |        | 23   | 66     |              | 1901                          | piano                                       |
| Vier liederen                                           | 15     | 24   | 67     |              | 1902                          | zangstem en piano                           |
| Symfonie (alleen Scherzo)                               | 16     | 25   | 68     |              | 1902-1903                     | orkest                                      |
| Duo                                                     |        | 26   | 69     |              | 1902                          | twee violen                                 |
| Albumblatt (Andante) in A majeur                        |        | 26   | 70     |              | 1902                          | viool en piano                              |
| Vier pianostukken (Négy zongoradarab)                   | 22     | 27   | 71     |              | 1903                          | piano                                       |
| Andante in Fis of A majeur                              |        | 26   | 71 B14 |              | 1902                          | viool en piano                              |
| Vioolsonate in e mineur                                 | 20     | 28   | 72     |              | 1903                          | viool en piano                              |
| Est (Avond) voor zangstem en piano                      |        | 29   | 74     |              | 1903                          | zangstem en piano                           |
| Est (Avond) voor mannenkoor                             | 19     | 30   | 74     |              | 1903                          | mannenkoor met orkest                       |
| Kossuth, symfonisch gedicht                             | 21     | 31   | 75a    |              | 1903                          | orkest                                      |
| Marcia Funèbre (uit Kossuth)                            | 21     | 31   | 75b    |              | 1903                          | piano                                       |
| Vier liederen *                                         | 18     | 32   | 76     |              | 1903                          | zangstem en piano                           |
| Pianokwintet                                            | 23     | 33   | 77     |              | 1903-1904                     | pianokwintet                                |
| Rapsodie voor piano                                     | 26     | 36a  |        | 1 (lijst 3)  | 1904                          | piano                                       |
| Rapsodie voor piano en orkest                           | 27     | 36b  |        | 1 (lijst 3)  | 1905                          | piano en orkest                             |
| Scherzo Burlesque voor piano en orkest                  | 28     | 35   |        | 2 (lijst 3)  | 1904                          | piano en orkest                             |
| Hongaarse volksliederen (Magyar népdalok)               | 29     | 37   |        |              | 1904, 1905                    | zangstem en piano                           |
| Székely volksliederen (Piros alma)                      | 30     | 34   |        |              | 1904, 1905                    | zangstem en piano                           |
| Petits morceaux (uit BB37 (no. 2) en 24 (no. 1)         |        | 38   | 67/1   |              | 1905, 1907?                   | piano                                       |
| Suite nr. 1                                             | 31     | 39   |        | 3 (lijst 3)  | 1905, gerevideerd ca.1920     | orkest                                      |
| Aan de kleinen Tot, vijf liederen                       | 32     | 41   |        |              | 1905                          | zangstem en piano                           |
| Hongaarse volksliederen, tien liederen                  | 33     | 42   |        |              | 1906, gerevideerd BB97 1928   | zangstem en piano                           |
| Hongaarse volksliederen, tien liederen                  | 33     | 43   |        |              | 1906-1907                     | zangstem en piano                           |
| Twee Hongaarse volksliederen                            | 33b    | 44   |        |              | 1906                          | zangstem en piano                           |
| Suite nr. 2                                             | 34     | 40   |        | 4 (lijst 3)  | 1905, 1907 gerevideerd 1943   | klein orkest                                |
| Uit Gyergyó                                             | 35     | 45a  |        |              | 1907                          | zangstem (of rietfluit) en piano            |
| Drie Hongaarse volksliederen uit Csik                   | 35a    | 45b  |        |              | 1907                          | piano                                       |
| Vier Slowaakse volksliederen                            | 35b    | 46   |        |              | 1916?                         | zangstem en piano                           |
| Acht Hongaarse volksliederen                            | 64     | 47   |        |              | 1907 (no.6-8 1917)            | zangstem en piano                           |
| Concert voor viool en orkest nr. 1                      | 36     | 48a  |        |              | 1907-1908 uitgegeven 1956     | viool en orkest                             |
| Twee portretten voor orkest                             | 37     | 48b  |        | 5 (lijst 3)  | 1907-1911                     | orkest                                      |
| Veertien bagatellen                                     | 38     | 50   |        | 6 (lijst 3)  | 1908                          | piano                                       |
| Tien gemakkelijke stukken                               | 39     | 51   |        |              | 1908                          | piano                                       |
| Strijkkwartet nr. 1                                     | 40     | 52   |        | 7 (lijst 3)  | 1908-1909                     | strijkkwartet                               |
| Twee elegieën                                           | 41     | 49   |        | 8b (lijst 3) | 1908-1909                     | piano                                       |
| Voor kinderen (4 delen in 2 boeken)                     | 42     | 53   |        |              | 1908-1909                     | piano                                       |
| Twee Roemeense volksdansen                              | 43     | 56   |        | 8a (lijst 3) | 1910                          | piano                                       |
| Twee Roemeense volksliederen                            |        | 57   |        |              | ca. 1909                      | vrouwenkoor                                 |
| Vier Dirges                                             | 45     | 58   |        | 9a (lijst 3) | 1910                          | piano                                       |
| Zeven schetsen (Vázlatok)                               | 44     | 54   |        | 9b (lijst 3) | 1908-1910                     | piano                                       |
| Twee afbeeldingen voor orkest                           | 46     | 59   |        | 10 (lijst 3) | 1910                          | orkest                                      |
| Drie burlesques (Három burleszk)                        | 47     | 55   |        | 8c (lijst 3) | 1908-1911                     | piano                                       |
| Roemeense dans (een van BB 56)                          | 47a    | 61   |        |              | 1911                          | orkest                                      |
| Hertog Blauwbaards burcht, opera in een akte            | 48     | 62   |        | 11 (lijst 3) | 1911 gerevideerd 1912&'17     | zangstem en orkest                          |
| Allegro barbaro                                         | 49     | 63   |        |              | 1911                          | piano                                       |
| Vier oude Hongaarse volksliederen                       | 50     | 60   |        |              | 1910 gerevideerd 1926         | mannenkoor zonder orkest                    |
| Vier stukken                                            | 51     | 64   |        | 12 (lijst 3) | 1912, georkestreerd in 1921   | piano / orkest                              |
| Piano-etude (Reschofsky)                                | 52     |      |        |              | 1913                          | piano                                       |
| De eerste periode achter de piano                       | 53     | 66   |        |              | 1913                          | piano                                       |
| Sonatine                                                | 55     | 69   |        |              | 1915                          | piano                                       |
| Roemeense volksdansen                                   | 56     | 68   |        |              | 1915                          | piano                                       |
| Roemeense kerstliederen                                 | 57     | 67   |        |              | 1915                          | piano                                       |
| Twee Roemeense volksliederen                            | 58     |      |        |              | 1915                          | vrouwenkoor                                 |
| Negen Roemeense volksliederen                           | 59     | 65   |        |              | 1915 (of eerder)              | zangstem en piano                           |
| De houten prins, ballet in een akte                     | 60     | 74   |        | 13 (lijst 3) | 1914-1917                     | orkest                                      |
| De houten prins, suite                                  |        | 74   |        | 13 (lijst 3) | 1921, 1924?                   | orkest                                      |
| Suite                                                   | 62     | 70   |        | 14 (lijst 3) | 1916                          | piano                                       |
| Vijf liederen                                           | 61     | 71   |        | 15 (lijst 3) | 1916                          | zangstem en piano                           |
| Vijf liederen                                           | 63     | 72   |        | 16 (lijst 3) | 1916                          | zangstem en piano                           |
| Slowaaks volkslied                                      | 63a    | 73   |        |              | 1916?                         | zangstem en piano                           |
| Hongaars volkslied                                      | 65     |      |        |              | 1914-1917?                    | piano                                       |
| Drie Hongaarse volksliederen                            | 66     | 80b  |        |              | 1914-1918 gerevideerd 1941    | piano                                       |
| Strijkkwartet nr. 2                                     | 67     | 75   |        | 17 (lijst 3) | 1915-1917                     | strijkkwartet                               |
| Roemeense volksdansen klein orkest (bewerking van BB68) | 68     | 76   |        |              | 1917                          | piano/orkest                                |
| Vijf Slowaakse volksliederen voor mannenkoor            | 69     | 77   |        |              | 1917                          | mannenkoor zonder orkest                    |
| Vier Slowaakse volksliederen voor gemengd koor          | 70     | 78   |        |              | 1916 of 1917                  | gemengd koor zonder orkest                  |
| Vijftien Hongaarse boerenliederen                       | 71     | 79   |        |              | 1914-1918                     | piano                                       |
| Leszállott a páva                                       |        | 80   |        |              | 1914                          | piano                                       |
| Etudes                                                  | 72     | 81   |        | 18 (lijst 3) | 1918                          | piano                                       |
| De miraculeuze Mandarijn, pantomime                     | 73     | 82   |        | 19 (lijst 3) | 1918-19, 1924                 | orkest (met koor)                           |
| De miraculeuze Mandarijn, suite                         | 73     | 82   |        | 19 (lijst 3) | 1918, voltooid in 1927        | orkest                                      |
| Acht improvisaties op Hongaarse boerenliederen          | 74     | 83   |        | 20 (lijst 3) | 1920                          | piano                                       |
| Sonate voor viool en piano nr. 1                        | 75     | 84   |        | 21 (lijst 3) | 1921                          | viool en piano                              |
| Sonate voor viool en piano nr. 2                        | 76     | 85   |        |              | 1922                          | viool en piano                              |
| Danssuite                                               | 77     | 86   |        |              | 1923, piano 1925              | orkest/ piano                               |
| Dorpstaferelen (Falun), vijf Slowaakse liederen         | 78     | 87a  |        |              | 1924                          | vrouwenstem en piano                        |
| Drie dorpstaferelen (Falun)                             | 79     | 87b  |        |              | 1925 of ´26                   | 4/8 vrouwenkoor met kamerorkest             |
| Sonate voor piano                                       | 80     | 88   |        |              | 1926                          | piano                                       |
| In de Open Lucht                                        | 81     | 89   |        |              | 1926                          | piano                                       |
| Negen kleine stukken                                    | 82     | 90   |        |              | 1926                          | piano                                       |
| Concert voor piano en orkest nr. 1                      | 83     | 91   |        |              | 1926                          | piano en orkest                             |
| Drie rondo’s op Slowaakse volksmelodieën                | 84     | 92   |        |              | 1916, 1927                    | piano                                       |
| Strijkkwartet nr. 3                                     | 85     | 93   |        |              | 1927                          | strijkkwartet                               |
| Rapsodie voor viool en piano nr. 1                      | 87, 88 | 94   |        |              | 1928 (cello 1929)             | viool en piano                              |
| Rapsodie voor viool en orkest nr. 1                     | 86     | 94   |        |              | 1929                          | viool en orkest                             |
| Rapsodie voor viool en piano nr. 2                      | 89     | 96   |        |              | 1928 gerevideerd 1935 of '44  | viool en piano                              |
| Rapsodie voor viool en orkest nr. 2                     | 90     | 96   |        |              | 1928, gerevideerd 1935 of '44 | viool en Orch.                              |
| Strijkkwartet nr. 4                                     | 91     | 95   |        |              | 1928                          | strijkkwartet                               |
| Vijf Hongaarse volksliederen (revisie van BB 42)        | 33     | 97   |        |              | 1928                          | zangstem en piano                           |
| Twintig Hongaarse volksliederen                         | 92     | 98   |        |              | 1929                          | zangstem en piano                           |
| Vier Hongaarse volksliederen voor gemengd koor          | 93     | 99   |        |              | 1932                          | gemengd koor                                |
| Cantata Profana (9 Enchanted Stags)                     | 94     | 100  |        |              | 1930                          | 2 zangstemmen dubbelkoor met orkest         |
| Concert voor piano en orkest nr. 2                      | 95     | 101  |        |              | 1930-1931                     | piano en orkest                             |
| Sonatine voor viool en piano (arr. BB 69)               | 55     | 102a |        |              | ca. 1930                      | viool en piano                              |
| Transsylvaanse dansen                                   | 96     | 102b |        |              | 1931                          | orkest                                      |
| Hongaarse schetsen arr.parts BB51,53,55,58              | 97     | 103  |        |              | 1931                          | orkest                                      |
| 44 duo’s voor twee violen                               | 98     | 104  |        |              | 1931-1932                     | twee violen                                 |
| Székely-liederen voor mannenkoor                        | 99     | 106  |        |              | 1932 (en 1938?)               | mannenkoor                                  |
| Hongaarse boerenliederen arr. BB79/6-15                 | 100    | 107  |        |              | 1933                          | orkest                                      |
| Vijf Hongaarse volksliederen arr. delen BB 98           | 101    | 108  |        |              | 1933                          | solo zangstem en orkest                     |
| Hongaarse dansen                                        |        |      |        |              | 1934                          | viool en piano                              |
| Strijkkwartet nr. 5                                     | 102    | 110  |        |              | 1934                          | strijkkwartet                               |
| 27 koralen                                              | 103    | 111  |        |              | 1935-36, met orkest 1937-41   | kinder- en vrouwenkoor met of zonder orkest |
| Uit oude tijden voor mannenkoor                         | 104    | 112  |        |              | 1935                          | mannenkoor                                  |
| Petite suite arr. BB 104                                | 105    | 113  |        |              | 1936                          | piano                                       |
| Muziek voor snaren, percussie en celesta                | 106    | 114  |        |              | 1936                          | strijkers, percussie en celesta             |
| Mikrokosmos                                             | 107    | 105  |        |              | 1926 en 1932-39               | piano                                       |
| Zeven stukken uit Mikrokosmos (BB 105)                  | 108    | 120  |        |              | 1939-1940                     | twee piano’s                                |
| Hongaarse volkslied                                     | 109    | 109  |        |              | ca. 1934                      |                                             |
| Sonate voor twee piano’s en percussie                   | 110    | 115  |        |              | 1937                          | twee piano’s en percussie                   |
| Contrasten                                              | 111    | 116  |        |              | 1938                          | viool, klarinet en piano                    |
| Concert voor viool en orkest nr. 2                      | 112    | 117  |        |              | 1937-1938                     | viool en orkest                             |
| Divertimento                                            | 113    | 118  |        |              | 1939                          | strijkers                                   |
| Strijkkwartet nr. 6                                     | 114    | 119  |        |              | 1939                          | strijkkwartet                               |
| Sonate voor twee piano’s en percussie                   | 115    | 121  |        |              | 1940                          | twee piano’s en orkest                      |
| Suite arr. BB 40                                        | 115a   | 122  |        | 4b (lijst 3) | 1941                          | twee piano’s                                |
| Concert voor orkest                                     | 116    | 123  |        |              | 1942-43, gerevideerd 1945     | orkest                                      |
| Sonate voor viool solo                                  | 117    | 124  |        |              | 1944                          | solo viool                                  |
| A férj keserve (geitenlied)                             |        | 125  |        |              | 1945                          | zangstem en piano                           |
| Drie Oekraïense volksliederen                           | 118    | 126  |        |              | 1945                          | zangstem en piano                           |
| Concert voor piano en orkest nr. 3                      | 119    | 127  |        |              | 1945                          | piano en orkest                             |
| Concert voor altviool (alleen schetsen)                 | 120    | 128  |        |              | 1945                          | altviool en orkest                          |

1. ↑  Bartók begon drie keer opnieuw met opusnummeringen

## Lijst gerangschikt op bezetting
Dit is een bijna complete lijst van composities van Béla Bartók. Zowel de veel gebruikte catalogusnummering van András Szőllősy (Sz.) en de meer recente nummering van László Somfai (BB) zijn gegeven. Waar composities geen Sz-nummering hebben, is het nummer volgens Denijs Dille geven (DD). Zie het hoofdartikel over Béla Bartók voor meer details.
Deze lijst bevat niet de vroegere werken die verloren zijn gegaan.

### Theaterwerken
- Hertog Blauwbaards burcht (1911, gerevideerd in 1912 & 1917) Op.11, Sz.48, BB 62, opera
- De houten prins (1914-16) Op.13, Sz.60, BB 74, ballet
- De miraculeuze Mandarijn (1918, 1919 voltooid in 1926) Op.19, Sz.73, BB 82, ballet-pantomime

### Orkestwerken
- Scherzo in C majeur uit Symfonie in Es majeur DD 68, BB 25
- Suite nr. 1 voor groot orkest (1905) Op. 3, Sz. 31, BB 39
- Suite nr. 2 voor klein orkest (1905-1907 gerevideerd in 1943) Op. 4, Sz. 34, BB 40
- Twee portretten (1907, 1908) Op. 5, Sz. 37, BB 48b
- Twee afbeeldingen (1910) Op. 10, Sz. 46, BB 59
- Roemeense dans Sz. 47a, BB 61
- Vier stukken (1912) Op. 12, Sz. 51, BB 64
- Suite De houten prins Op. 13, Sz. 60, BB 74
- Roemeense volksdansen voor klein orkest (1917) Sz. 68, BB 76
- Suite De miraculeuze Mandarijn Op. 19, Sz. 73, BB 82
- Kossuth, symfonisch gedicht Sz. 75a, BB 31
- Danssuite (Táncszvit) (1923) Sz. 77, BB 86
- Transsylvaanse dansen Sz. 96, BB 102b
- Hongaarse schetsen (1931) Sz. 97, BB 103
- Hongaarse boerenliederen Sz. 100, BB 107
- Muziek voor snaren, percussie en celesta (1936) Sz. 106, BB 114
- Divertimento (1939) Sz. 113, BB 118
- Concert voor orkest (1942–43, gereviseerd in 1945) Sz. 116, BB 123

### Soloconcerten

#### Piano
- Rapsodie voor piano en orkest Op. 1, Sz. 27, BB 36b
- Scherzo Burlesque voor piano en orkest Op. 2, Sz. 28, BB 35
- Pianoconcert nr. 1 (1926) Sz. 83, BB 91
- Pianoconcert nr. 2 (1932) Sz. 95, BB 101
- Pianoconcert nr. 3 (1945) Sz. 119, BB 127

#### Viool
- Vioolconcert nr. 1 (1907-1908, 1st uitgegeven 1956) Op. posth., Sz. 36, BB 48a
- Rapsodie volksdansen voor viool en orkest nr. 1 (1928-29) Sz. 87, BB 94
- Rapsodie volksdansen voor viool en orkest nr. 2 (1928, gerevideerd. 1935) Sz. 90, BB 96
- Vioolconcert nr. 2 (1937-38) Sz. 112, BB 117

#### Altviool
- Altvioolconcert (voltooid door Tibor Serly en ook bewerkt voor cello) (1945) Sz. 120, BB 128

#### Overige
- Concert voor twee piano’s, percussie en orkest (1943, arrangement van Sonate voor twee piano’s en percussie)

### Koormuziek

#### Met orkestbegeleiding
- 3 dorpstaferelen Falun Sz. 79, BB 87b
- 5 Hongaarse volksliederen Sz. 101, BB 108
- 27 koralen met orkestbegeleiding Sz. 103, BB 111
- Cantata Profana, De negen herten (1930) Sz. 94, BB 100

#### Zonder orkestbegeleiding
- 4 oude Hongaarse volksliederen Sz. 50, BB 60
- 4 Slowaakse volksliederen Sz. 70, BB 78
- 27 tweestemmige en driestemmige koralen Sz. 103, BB 111
- Avond DD 74, BB 30
- Uit oude tijden (1935)
- Hongaarse volksliederen Sz. 93, BB 99
- Slowaakse volksliederen Sz. 69, BB 77
- Székely-liederen Sz. 99, BB 106

### Kamermuziek
- 44 duo’s voor twee violen Sz. 98, BB 104
- Andante in A majeur DD 70, BB 26
- Contrasten voor klarinet, viool, en piano (1938) Sz. 111, BB 116
- Pianokwintet (1903-4) DD 77, BB 33
- Rapsodie nr. 1 voor viool en piano Sz. 86, BB 94
- Rapsodie nr. 2 voor viool en piano Sz. 89, BB 96
- Sonate voor twee piano’s en percussie Sz. 110, BB 115
- Sonate in e mineur voor viool en piano DD 72, BB 28
- Sonate nr. 1 voor viool en piano (1921) Op.21 Sz. 75, BB 84
- Sonate nr. 2 voor viool en piano (1922) Sz. 76, BB 85
- Zeven stukken uit Mikrokosmos (voor twee piano’s) Sz. 108, BB 120
- Sonate voor viool Sz. 117, BB 124
- Suite Op. 4b (bewerkt voor twee piano’s), Sz. 115a, BB 122

#### Strijkkwartetten
- Strijkkwartet nr. 1 Op.7, Sz. 40, BB 52
- Strijkkwartet nr. 2 Op.17, Sz. 67, BB 75
- Strijkkwartet nr. 3 Sz. 85, BB 93
- Strijkkwartet nr. 4 Sz. 91, BB 95
- Strijkkwartet nr. 5 Sz. 102, BB 110
- Strijkkwartet nr. 6Sz. 114, BB 119

### Pianomuziek
- 2 Elegieën Op. 8b, Sz. 41, BB 49
- 2 Roemeense volksdansen (1910) Op. 8a, Sz. 43, BB 56
- 3 Burlesques Op. 8c, Sz. 47, BB 55
- 3 etudes Op. 18, Sz. 72, BB 81
- 4 Dirges Op. 9a, Sz. 45, BB 58
- 4 stukken DD 71, BB 27
- 7 schetsen Op. 9b, Sz. 44, BB 54
- 8 improvisaties op Hongaarse boerenliederen (1920) Op. 20, Sz. 74, BB 83
- 14 bagatellen (1908) Op. 6, Sz. 38, BB 50
- Suite, Op. 14, Sz. 62, BB 70
- 15 Hongaarse boerenliederen Sz. 71, BB 79
- Allegro barbaro (1911) Sz. 49, BB 63
- Danssuite Sz. 77, BB 86
- Voor kinderen Sz. 42, BB 53, [Books 1 & 2] Vol.1-4
- Marcia funebre Sz. 75b, BB 31
- Mikrokosmos (1926, 1932-39) Sz. 107, BB 105
  - bevat de 6 dansen in Bulgaars ritme, opgedragen aan Harriet Cohen
- Negen kleine stukken Sz. 82, BB 90
- In de Open Lucht (1926) Sz. 81, BB 89
- Petite Suite Sz. 105, BB 113
- Petits Morceaux DD 67/1, BB 38
- Rapsodie Op. 1, Sz. 26, BB 36a
- Roemeense volksdansen (1915) Sz. 56, BB 68
- Scherzo of Fantasie Op. 18, DD 50, BB 11
- Pianosonate (1926) Sz. 80, BB 88
- Sonatine (1915) Sz. 55, BB 69
- De eerste periode achter de piano Sz. 52-53, BB 67
- Drie rondo’s op Slowaakse Folktunes Sz. 84, BB 92
- Drie Hongaarse volksliederen uit Csík District Sz. 35a, BB 45/b

### Liederen
- 2 Hongaarse volksliederen Sz. 33b, BB 44
- 4 Slowaaks volksliederen Sz. 35b, BB 46
- 4 liederen opgenomen in Mikrokosmos Sz. 107, BB 105
- 5 liederen op gedichten van Endre Ady Op. 16, Sz. 63, BB 72
- 5 liederen op gedichten van Klára Gombossy en Wanda Gleiman Op. 15, Sz. 61, BB 71 (oorspronkelijk met pianobegeleiding, later ook bewerkt door Zoltán Kodály met orkestbegeleiding)
- 8 Hongaarse volksliederen Sz. 64, BB 47
- 20 Hongaarse volksliederen Sz. 92, BB 98
- Székely-volkslied Piros Alma... Sz. 30, BB 34
- Uit Gyergyó Sz. 35, BB 45a
- Hongaarse volkslied Sz. 109, BB deest
- Hongaarse volksliederen #1-10 Sz. 33, BB 42
- Hongaarse volksliederen #11-20 Sz. 33a, BB 43
- Dorpstaferelen Falun Sz. 78, BB 87a

### Bewerkingen door anderen
- Suite paysanne hongroise (bewerkt door Paul Alma, voor fluit en piano of orkest)
- Roemeense volksdansen (bewerkt door Frederick Charlton voor The Hutchins Consort)
- Allegro barbaro bewerkt door Jenő Kenessey voor orkest (1946)

## Lijst op BB-nummer
- BB 11: Scherzo oder Fantasie, op. 18, DD 50
- BB 25: Scherzo in C majeur uit Symfonie in Es majeur, DD 68
- BB 26: Andante in A major, DD 70
- BB 27: 4 stukken, DD 71
- BB 28: Sonate in e mineur voor viool en piano, DD 72
- BB 30: Avond, DD 74
- BB 31: Marcia funebre, Sz. 75b
- BB 31: Kossuth, symfonisch gedicht, Sz. 75a
- (1903-4) BB 33: pianokwintet, DD 77
- BB 34: Székely-volkslied Piros Alma..., Sz. 30
- BB 35: Scherzo Burlesque voor piano en orkest, op. 2, Sz. 28
- BB 36a: Rapsodie, op. 1, Sz. 26
- BB 36b: Rapsodie voor piano en orkest, op. 1, Sz. 27
- BB 38: Petits Morceaux, DD 67/1
- (1905) BB 39: Suite nr. 1 voor groot orkest, op. 3, Sz. 31
- (1905-07/1943) BB 40: Suite nr. 2 voor klein orkest, op. 4, Sz. 34
- BB 42: Hongaarse volksliederen #1-10, Sz. 33
- BB 43: Hongaarse volksliederen #11-20, Sz. 33a
- BB 44: 2 Hongaarse volksliederen, Sz. 33b
- BB 45a: Uit Gyergyó, Sz. 35
- BB 45b: Drie Hongaarse volksliederen uit het district Csík, Sz. 35a
- BB 46: 4 Slowaakse volksliederen, Sz. 35b
- BB 47: 8 Hongaarse volksliederen, Sz. 64
- (1907-08/1956) BB 48a: vioolconcert nr. 1, op. posth., Sz. 36
- (1907, 1908) BB 48b: Twee portretten, op. 5, Sz. 37
- BB 49: 2 Elegieën, op. 8b, Sz. 41
- BB 50: 14 Bagatellen, op. 6, Sz. 38
- BB 52: Strijkkwartet nr. 1, op.7, Sz. 40
- BB 53: Voor kinderen Sz. 42 [Books 1 & 2] Vol.1-4
- BB 54: 7 schetsen, op. 9b, Sz. 44
- BB 55: 3 burlesques, op. 8c, Sz. 47
- (1910) BB 56: 2 Roemeense volksdansen, op. 8a, Sz. 43
- BB 58: 4 Dirges, op. 9a, Sz. 45
- (1910) BB 59: Twee afbeeldingen, op. 10, Sz. 46
- BB 60: 4 oude Hongaarse volksliederen, Sz. 50
- BB 61: Roemeense dans, Sz. 47a
- (1911/1912/1917) BB 62: Hertog Blauwbaards burcht, op.11, Sz.48
- (1911) BB 63: Allegro barbaro, Sz. 49
- (1912) BB 64:  Vier stukken, op. 12, Sz. 51
- BB 67: De eerste periode achter de piano, Sz. 52-53
- (1915) BB 68: Roemeense volksdansen, Sz. 56
- (1915) BB 69: Sonatine, Sz. 55
- BB 71: 5 liederen op gedichten van Klára Gombossy en Wanda Gleiman, op. 15, Sz. 61
- BB 72: 5 liederen op gedichten van Endre Ady, op. 16, Sz. 63
- (1914-16) BB 74: De houten prins, op.13, Sz.60
- BB 75: Strijkkwartet nr. 2, op.17, Sz. 67
- (1917) BB 76: Roemeense volksdansen voor klein orkest, Sz. 68
- BB 77: Slowaakse volksliederen, Sz. 69
- BB 78: 4 Slowaakse volksliederen, Sz. 70
- BB 79: 15 Hongaarse boerenliederen Sz. 71
- BB 81: 3 etudes, op. 18, Sz. 72
- (1918/1919/1926) BB 82: De miraculeuze Mandarijn, op.19, Sz.73
- (1920) BB 83: 8 improvisaties op Hongaarse boerenliederen, op. 20, Sz. 74
- (1921) BB 84: Sonate nr. 1 voor viool en piano, op.21, Sz. 75
- (1922) BB 85: Sonate nr. 2 voor viool en piano, Sz. 76
- (1923) BB 86: Danssuite (Táncszvit), Sz. 77
- BB 87: Dorpstaferelen Falun, Sz. 78 & 79
- (1926) BB 88: Pianosonate, Sz. 80
- (1926) BB 89: In de Open Lucht, Sz. 81
- BB 90: Negen kleine stukken, Sz. 82
- (1926) BB 91: pianoconcert nr. 1, Sz. 83, BB 91
- BB 92: drie rondo’s op Slowaakse volksmelodieën, Sz. 84
- BB 93: strijkkwartet nr. 3, Sz. 85
- (1928-29) BB 94: Rapsodie nr. 1 voor viool en piano, Sz. 86, Rapsodie volksdansen voor viool en orkest nr. 1, Sz. 87
- BB 95: Strijkkwartet nr. 4, Sz. 91
- BB 96: Rapsodie nr. 2 voor viool en piano, Sz. 89, Rapsodie volksdansen voor viool en orkest nr. 2, Sz. 90
- BB 98: 20 Hongaarse volksliederen, Sz. 92
- BB 99: Hongaarse volksliederen, Sz. 93
- (1930) BB 100: Cantata Profana The negen herten, Sz. 94
- (1932) BB 101: pianoconcert nr. 2, Sz. 95
- BB 102b|BB 102b: Transsylvaanse dansen, Sz. 96
- (1931) BB 103: Hongaarse schetsen, Sz. 97
- BB 104: 44 Duo’s voor two violen, Sz. 98
- (1926, 1932-39) BB 105: Mikrokosmos, Sz. 107
- BB 106: Székely-liederen, Sz. 99
- BB 107: Hongaarse boerenliederen. Sz. 100
- BB 108: 5 Hongaarse volksliederen, Sz. 101
- BB 110: strijkkwartet nr. 5, Sz. 102
- BB 111: 27 tweestemmige & driestemmige koralen, Sz. 103
- (1936) BB 114: Muziek voor snaren, percussie en celesta, Sz. 106
- BB 113: Petite Suite, Sz. 105
- BB 115: Sonate voor twee piano’s en percussie, Sz. 110
- (1938) BB 116: Contrasten, voor klarinet, viool, en piano, Sz. 111
- (1937-38) BB 117: Vioolconcert nr. 2, Sz. 112
- (1939) BB 118: Divertimento, Sz. 113
- BB 119: Strijkkwartet nr. 6, Sz. 114
- BB 120: Zeven stukken uit Mikrokosmos (voor twee piano’s), Sz. 108
- BB 122: Suite op. 4b (bewerkt voor twee piano’s), Sz. 115a
- (1942–43/1945) BB 123: Concert voor orkest, Sz. 116
- BB 124: Sonate voor viool, Sz. 117
- (1945) BB 127: Pianoconcert nr. 3, Sz. 119
- (1945) BB 128: Altvioolconcert (voltooid door Tibor Serly), Sz. 120